# Musée McDonald's
Le Musée McDonald's de Des Plaines en Illinois est une réplique de 1984, du premier restaurant drive-in franchisé McDonald's, ouvert par Ray Kroc en avril 1955, à Des Plaines, dans la banlieue de Chicago, en Illinois aux États-Unis. Il est jugé admissible au Registre national des lieux historiques depuis 1984.

## Historique
Après avoir exploité un cinéma de 1932 à 1937 à Glendora en Californie, puis un restaurant rapide drive-in de hot-dog et de viande grillée au barbecue, servis dans les voitures, à Arcadia, au sud de Los Angeles (baptisé Airdrome, aérodrome en anglais) les deux frères Richard et Maurice McDonald fondent, avec leur père, leur premier « restaurant drive-in McDonald's » à San Bernardino en Californie au bord de la mythique U.S. Route 66 (restaurant en grande partie démoli en 1976),,(histoire de McDonald's).

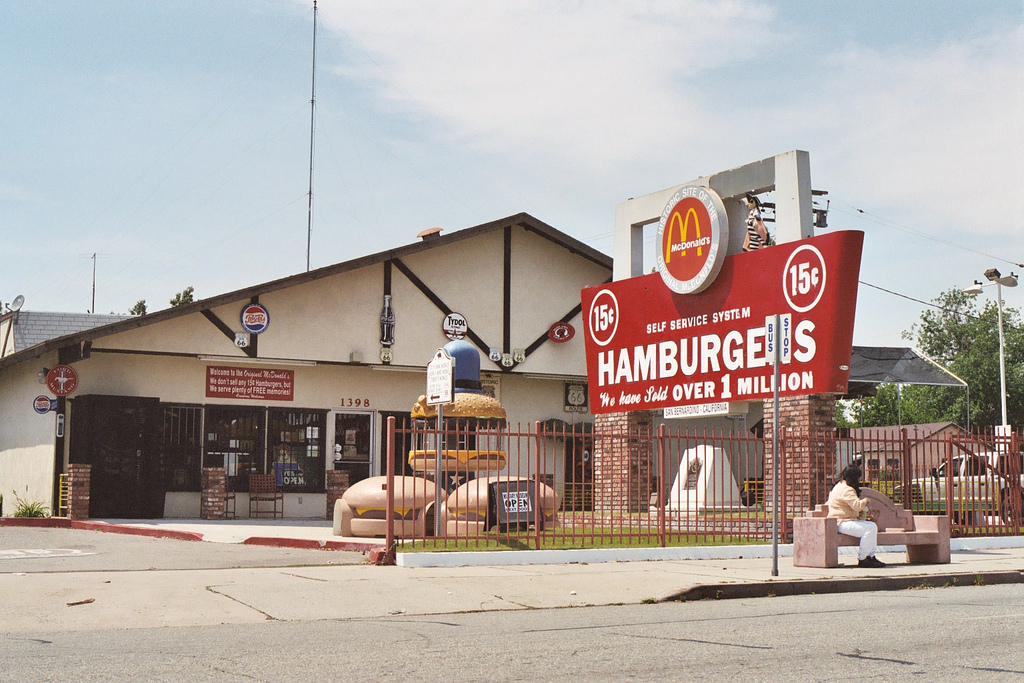
Site du premier McDonald's de 1940, de San Bernardino en Californie, dont il subsiste peu de chose
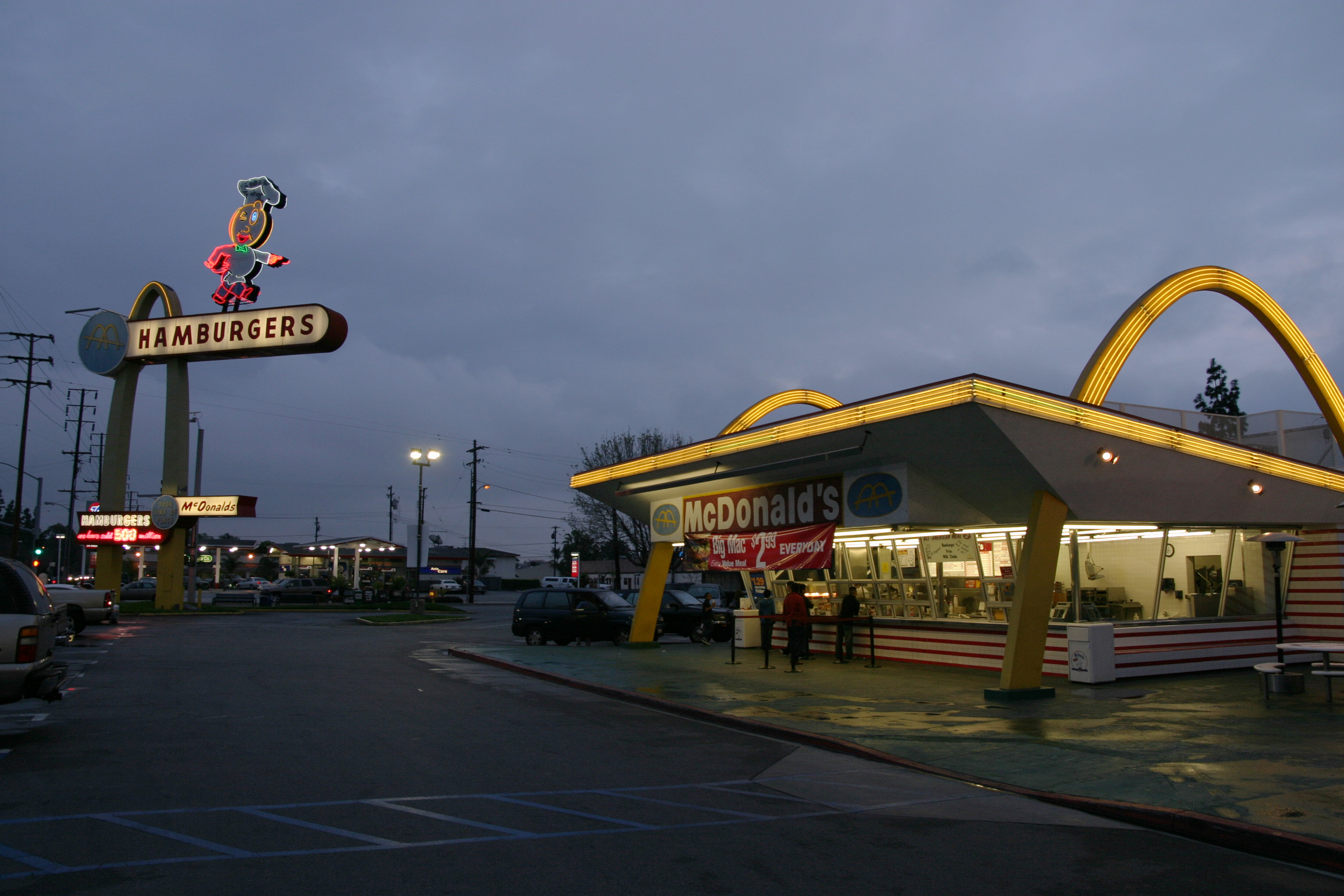
Troisième, et plus ancien McDonald's en activité du monde, de Downey en Californie, de 1953
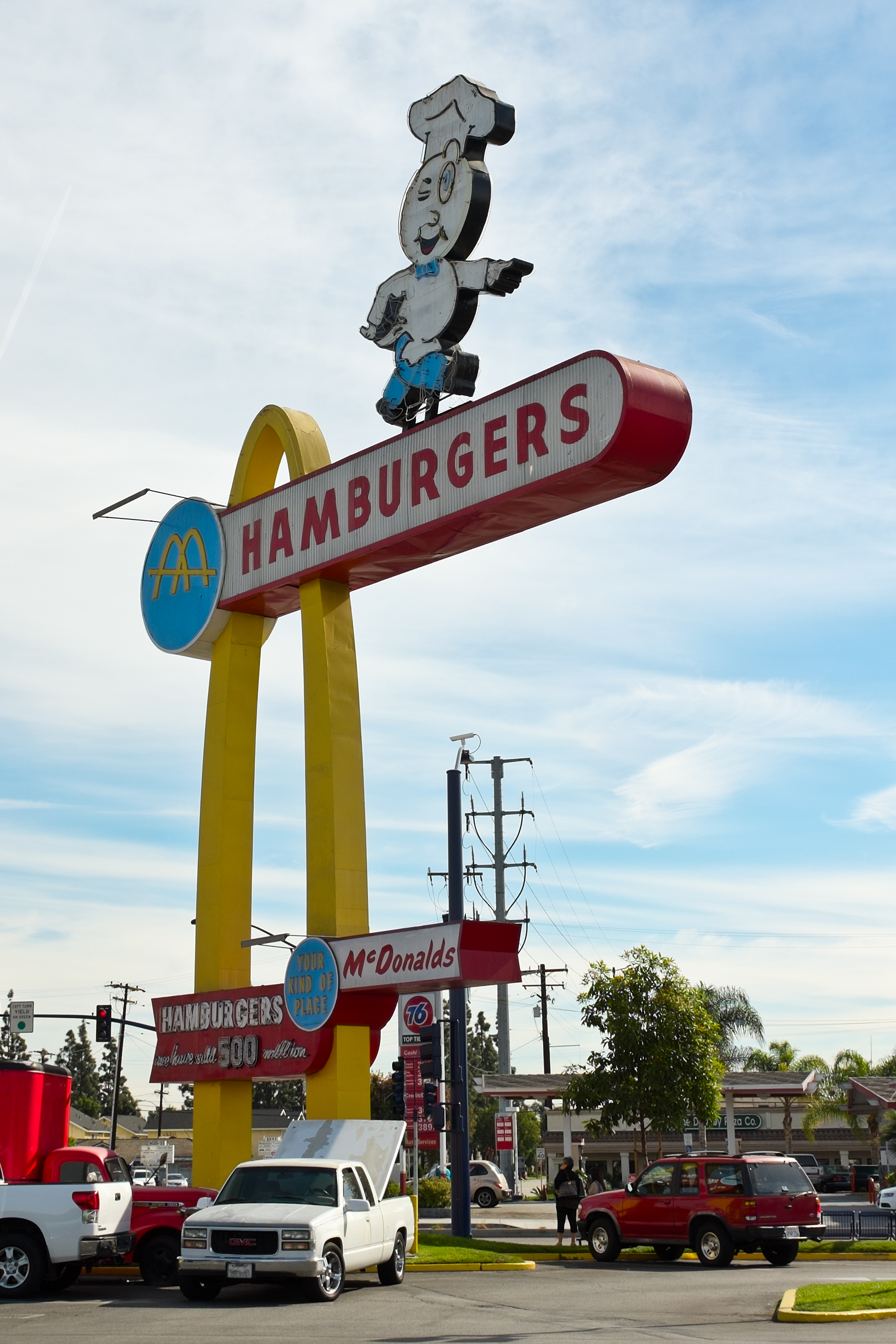
Enseigne historique de Downey en Californie

Après avoir pris conscience du grand succès commercial de leurs Hamburgers de la carte de leur restaurant drive-in, ils décident de se spécialiser sur ce produit, et mettent au point et appliquent en 1948, leur système de production « Speedee Service System », à base entre autres de principe de production optimisée par travail à la chaîne. Ils fondent avec succès leur chaîne de restauration rapide McDonald's en 1952, avec des restaurants de style aérodrome des années 1950 / Googie de science-fiction créés par l'architecte américain Stanley Clark Meston.

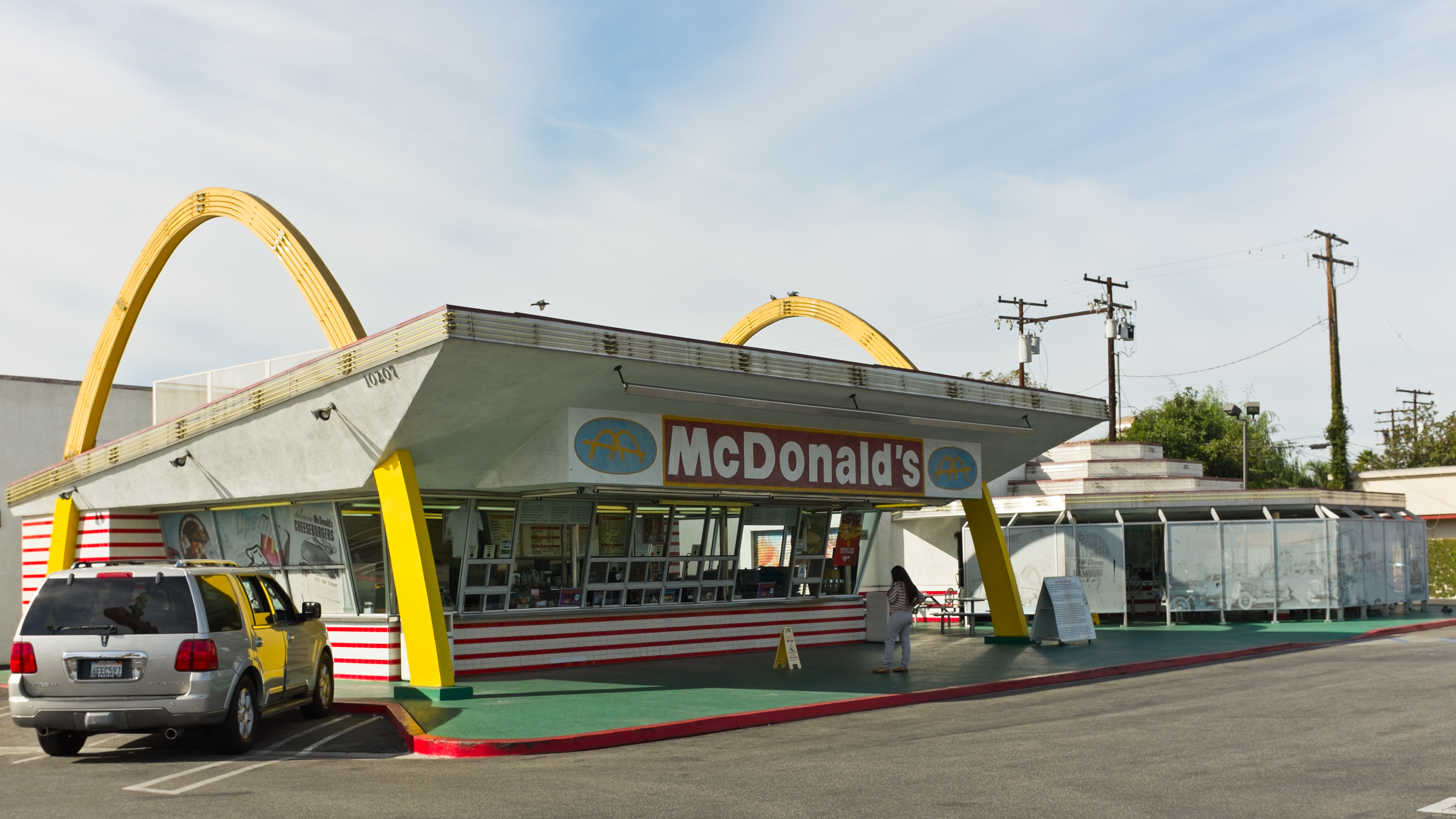
Troisième et plus ancien McDonald's en activité, de Downey en Californie, de 1953
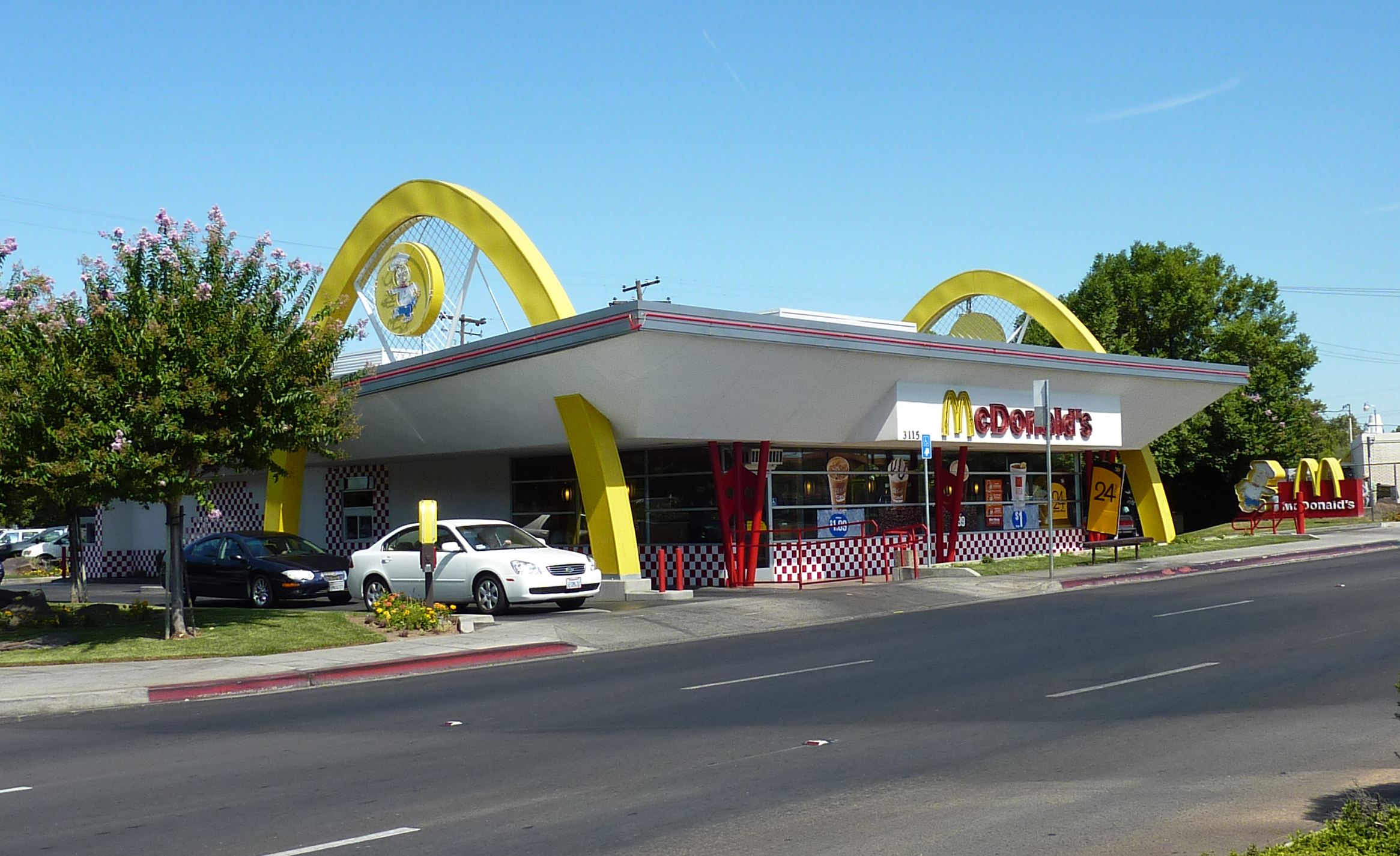
Site du McDonald's de Fresno (Californie), de Ray Kroc, en 1955
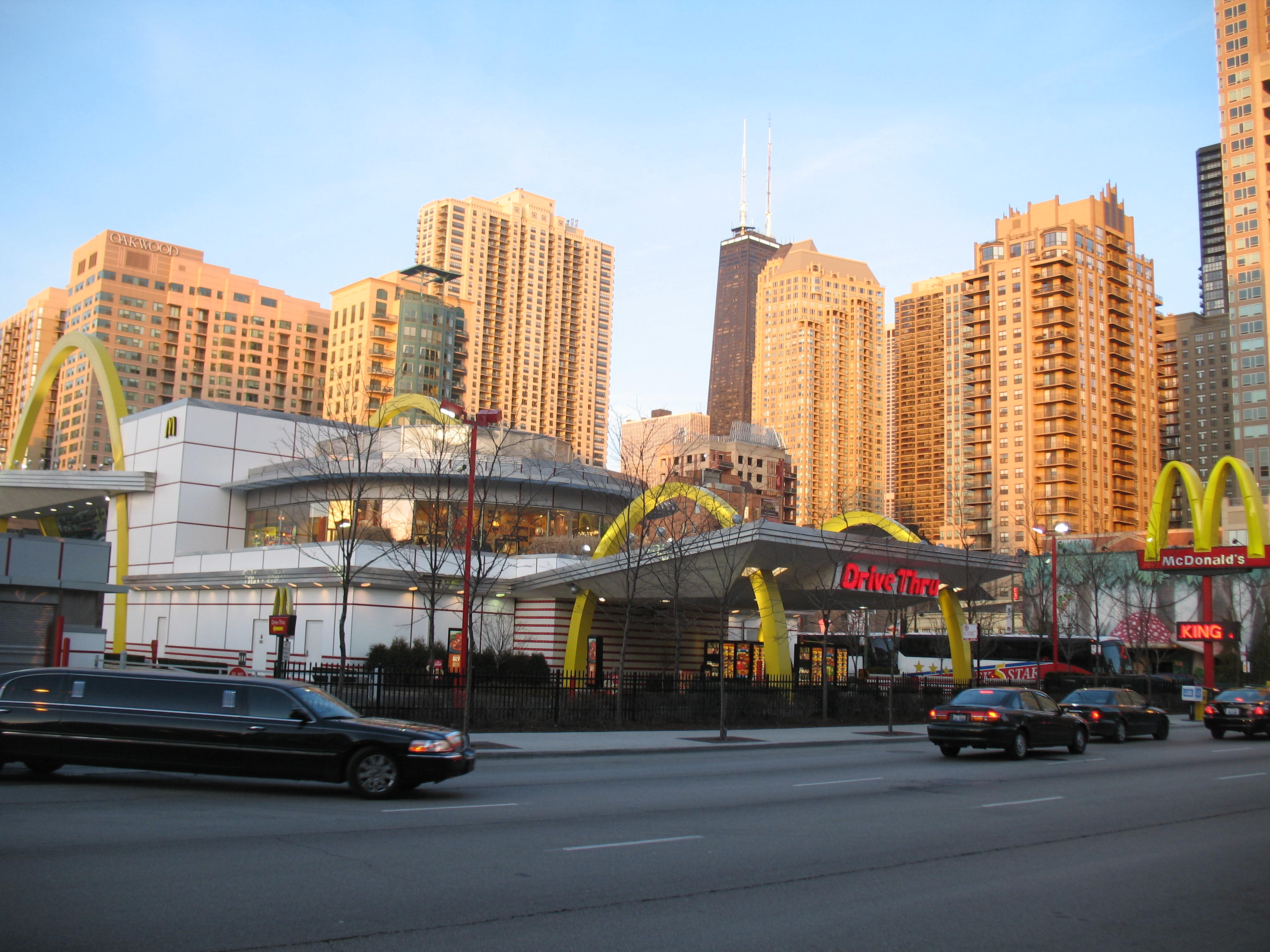
Musée historique Rock & Roll McDonald's (en) de Chicago

Leurs second et troisième restaurants drive-in McDonald's de la chaîne sont fondés en 1953 à Phoenix en Arizona, puis à Downey en Californie (actuel plus ancien McDonald's en activité du monde). À la tête d'une chaîne très prospère de huit restaurants drive-in à l’enseigne McDonald’s, les deux frères s'associent en 1954 avec l’entrepreneur et vendeur de machine à milk-shake Ray Kroc, qui totalement emballé par le concept McDonald's, fonde en 1955 le neuvième restaurant de la chaîne (son premier restaurant personnel) à Des Plaines, dans la banlieue de Chicago dans l’Illinois. Il développe rapidement le concept au niveau mondial, avec à ce jour plus de 30 000 franchises dans environ 120 pays, en rachetant la franchise et la marque McDonald's à ses fondateurs en 1961, pour 2.7 millions de dollars.
Après avoir été démoli, McDonald's fait reconstruire à l'identique le « McDonalds numéro 1 » de Ray Kroc en 1984, pour en faire un musée de l'histoire de McDonald's, avec ses célèbres arches dorées formées par la lettre M, une collection de publicités d'époque au sous-sol, des photos, et vidéo... Le musée n'est ouvert aux visiteurs que sur rendez-vous.
Le musée est définitivement fermé, il a été détruit en août 2018.